# Murka

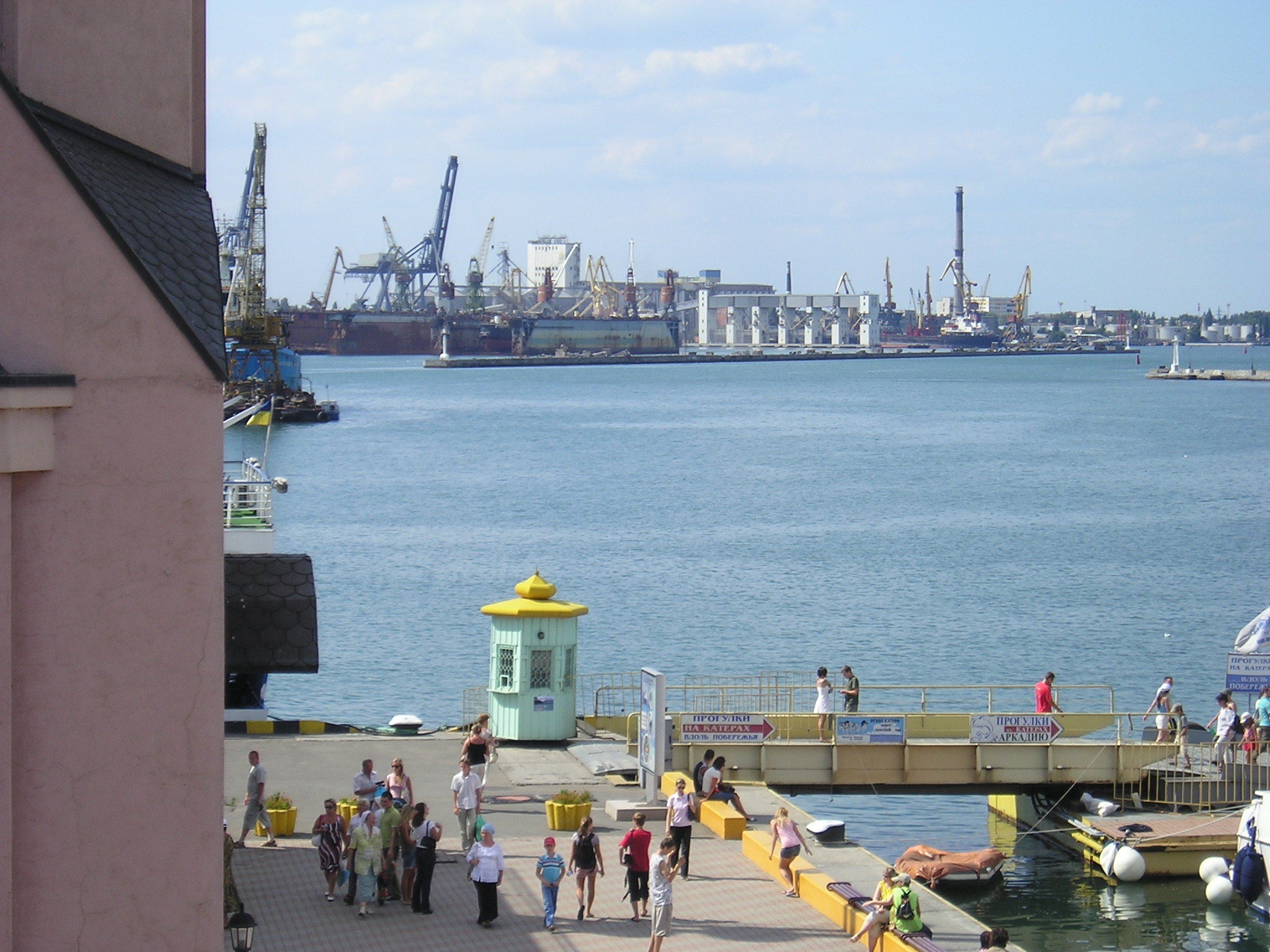
Hafenanlagen von Odessa

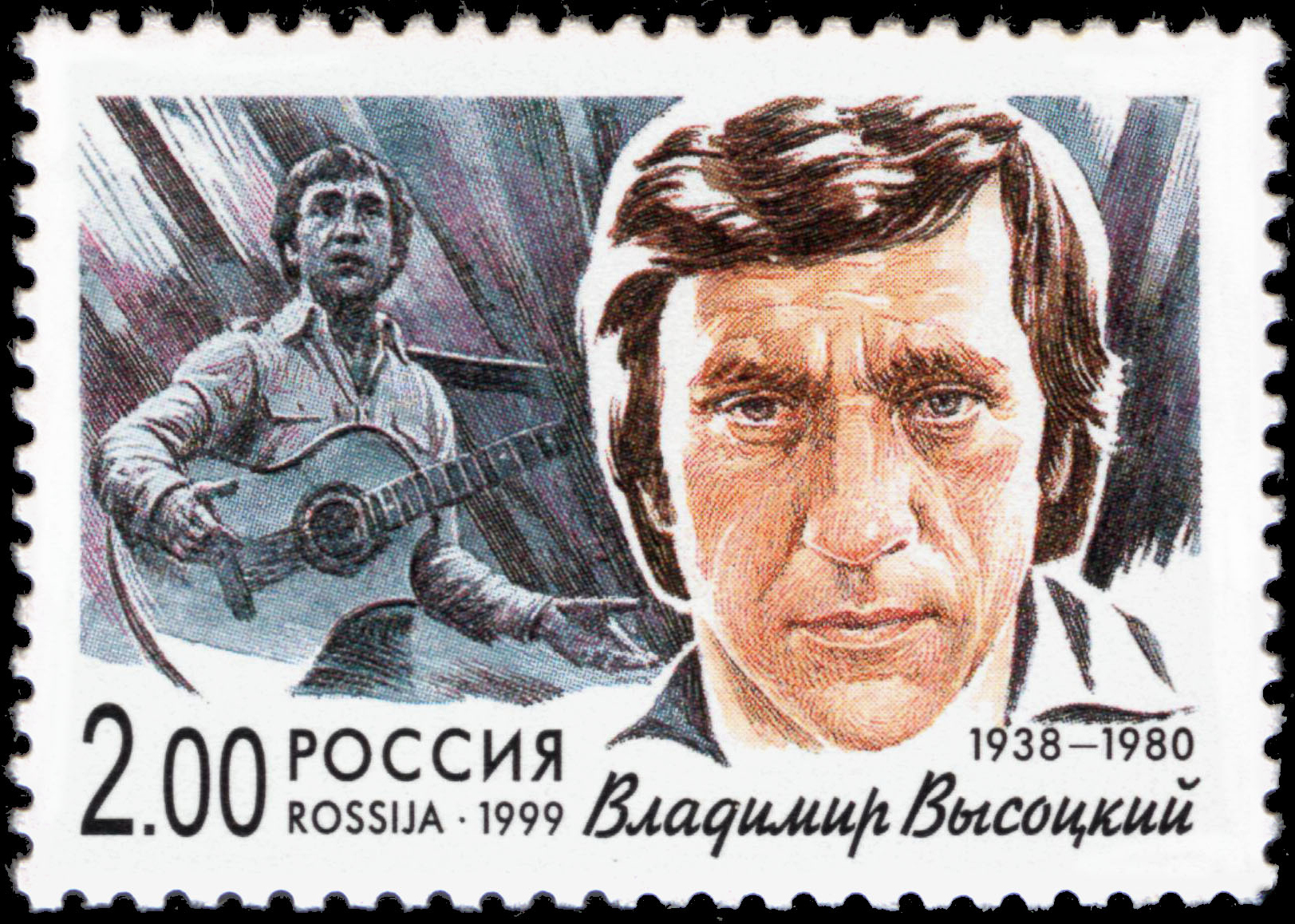
Russische Briefmarke von 1999. Motiv: der Sänger Wladimir Wyssozki

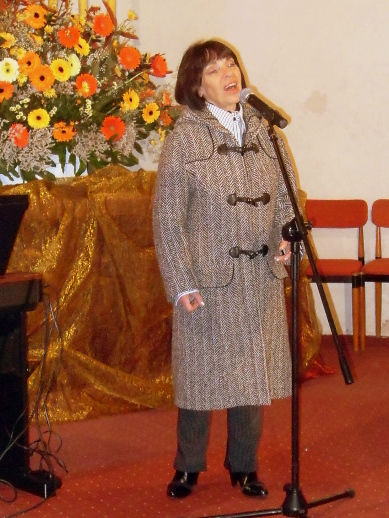
Sława Przybylska (2010)

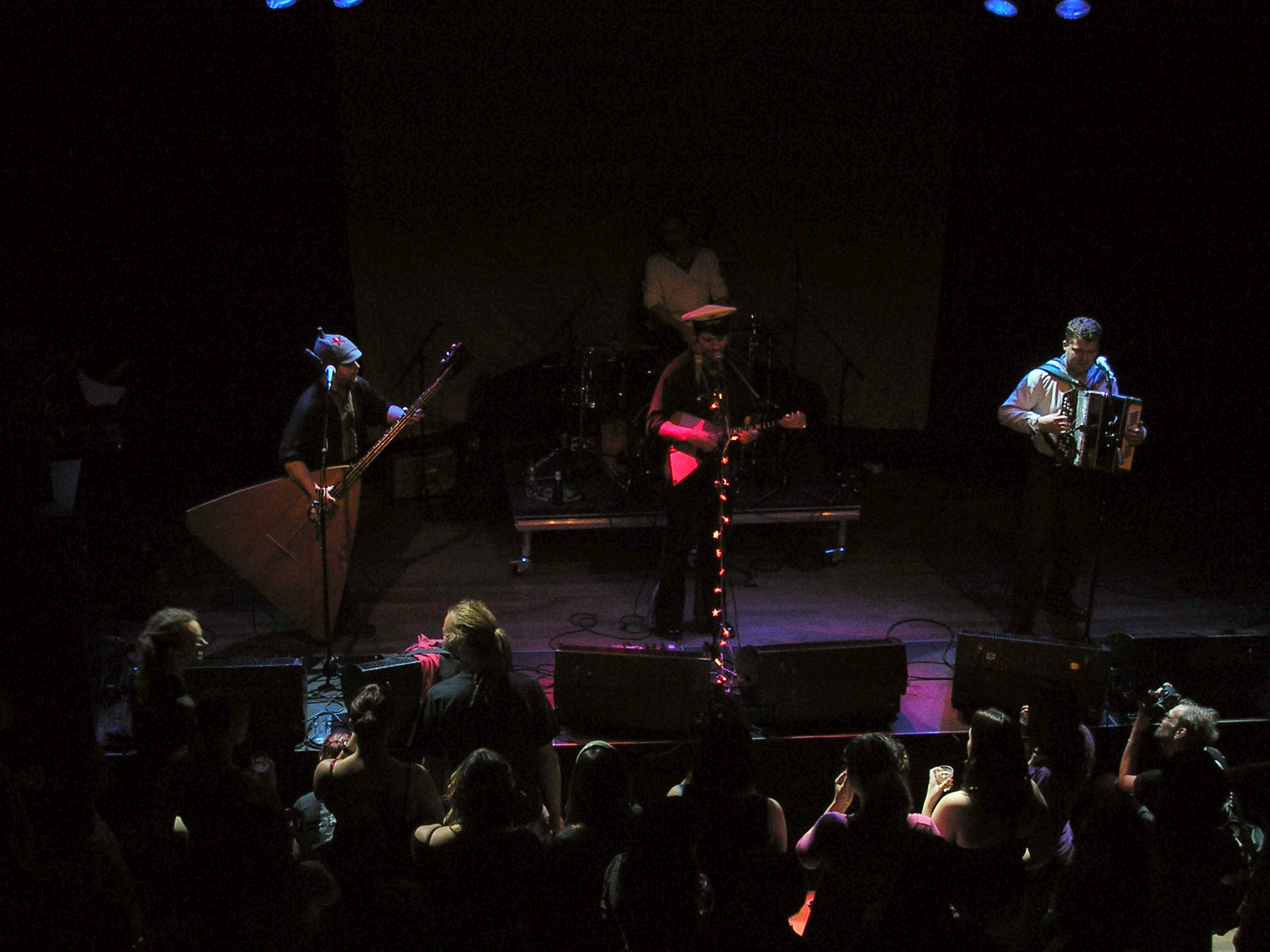
Die deutsch-russische Band Apparatschik (2008)

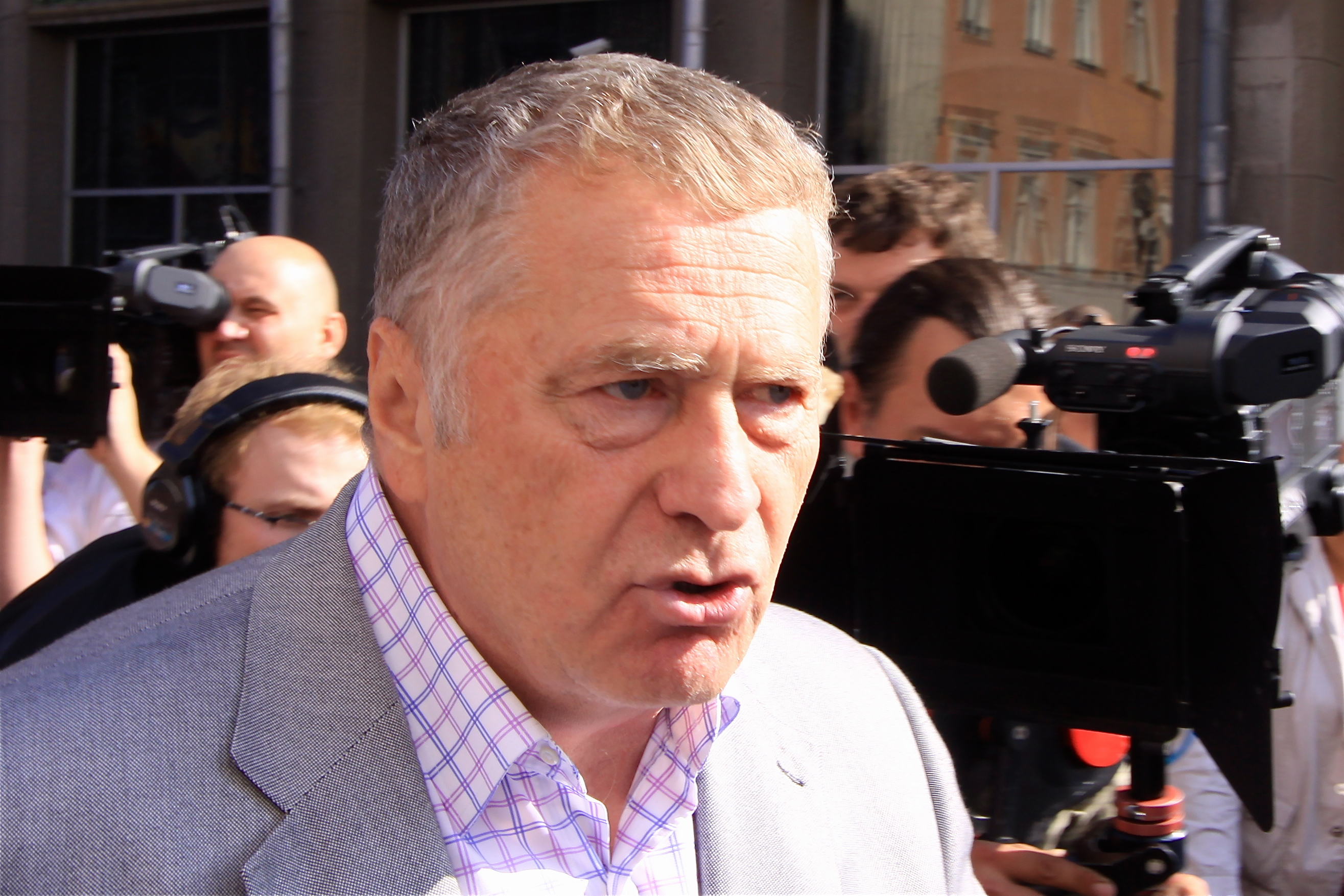
Wladimir Schirinowski (2009)

Murka (russisch Мурка), ein üblicher russischer Name für eine Katze und darüber hinaus auch als allgemeiner Kosename gebräuchlich, ist der Titel eines bekannten russischen Chansons aus dem Jahr 1923. Im Unterschied zu einigen anderen bekannten russischen Liedern wie etwa Katjuscha, Kalinka, Moskauer Nächte, Dorogoi dlinnoju oder Bublitschki konnten sich verwestlichte bzw. internationale Versionen des Stücks bislang nicht etablieren. In Russland selbst ist das Lied nach wie vor sehr populär und zählt zu den beliebtesten russischen Schlagern des 20. Jahrhunderts.

## Geschichte
Die Ur-Version von Murka entstand Anfang der 1920er Jahre in Odessa, zu Beginn der NEP-Ära. Als Texturheber gilt der Komponist und Autor Jakow Jadow, dem auch die beiden Lieder Bublitschki und Gop-so-smykom zugeschrieben werden. Während Jadows Urheberschaft für Bublitschki als gesichert gilt, besteht in Bezug auf Murka keine endgültige Klarheit. Im Hinblick auf die Herkunft der Melodie gibt es ebenfalls Unsicherheiten; so wird in einigen Quellen der Komponist Oscar Strok aufgeführt. Auch der Name des Lieds, der Name der Hauptfigur (die Räuberprinzessin beziehungsweise Bandenanführerin Murka) sowie der Text selbst wurden im Lauf der Jahre zum Teil erheblich variiert.
Als typisches Gaunerchanson (blatnyje pesni, oder in der heutigen Bezeichnung russisches Chanson) war das Lied erst unter dem Titel Ljubka (übersetzt: Liebchen) bekannt; die beschriebene Person firmierte unter dem Namen Mascha. Als moritatähnliche Geschichte behandelt das Lied die Geschichte einer Bandenanführerin, die ihre Bande an die Tscheka verrät und – nachdem die Bande Ratschlag gehalten und die Verräterin verurteilt hat – von dieser exemplarisch liquidiert wird. Der Text des Lieds erfuhr im Verlauf seiner Geschichte unterschiedliche Abwandlungen und Erweiterungen. Während die ursprüngliche Version die Geschichte der verräterischen Bandenchefin und ihrer Bestrafung in den Mittelpunkt stellt, fügen spätere Versionen stärker romantisierte Aspekte hinzu oder lassen den kriminellen Background ganz in den Hintergrund treten.
Obwohl sich die beschriebene Geschichte mit etwas Willen auch als Systemkritik interpretieren ließ, erwies sie sich als variabel genug, um auch gegenteilige Interpretationen nicht auszuschließen. Bereits in den 1920er Jahren entstanden größere Textveränderungen. Eine Eigenheit der Moskauer Varianten war zum einen ihre größere Länge, zum anderen die stärkere Betonung eines systemkonformen Endes der Story. So wurden aus den Tscheka-Kommissaren etwa Kriminalbeamte, aus der (schönen) Verräterin eine ehemalige Kriminelle, die ihr falsches Handeln bereut und daraus Konsequenzen zieht. Die Kriminellen schließlich wurden gefasst und abgeurteilt – ein weiteres Element, welches der sozialistischen Gerechtigkeit Genüge zu tun schien.
Auch die Säuberungen im kulturellen Bereich während der 1930er Jahre überstand das Lied relativ unangefochten. Ein möglicher Grund ist seine schon damals immense Beliebtheit, ein anderer der volkstümliche Charakter des Genres insgesamt sowie die Tatsache, dass Systemkritik allenfalls auf versteckte, indirekte Weise enthalten war. Für die widerborstig-unkonformen Elemente des Lieds spricht, dass es während des Zweiten Weltkrieges unter Deportierten sowie bei den Strafbataillonen sehr beliebt war. Im informellen Bereich kursierten zudem ironisierende Versionen – etwa anlässlich der offiziellen Propaganda im Umfeld einer Rettungsaktion für einen havarierten Dampfer im Jahr 1934. Der russische Alltags- und Kulturchronist Wladimir Bachtin brachte den Umgang mit dem Lied folgenden Worten auf den Punkt: „Alle wussten, dass es ein Verbrecherlied war, aber alle sangen es.“ Nach dem Zweiten Weltkrieg brachten Leningrader Plattenfirmen entschärfte Versionen des Liedes auf 78er-Schallplatten auf den Markt. Obwohl das Lied nie Teil des systemseits geförderten Estrada-Repertoires war, behauptete es auch in der Breschnew-Ära seine Stellung als fester Bestandteil des russischen Populärmusik-Guts. Der im Winter 1945 spielende sowjetische Kriminalfilm-Fünfteiler Mesto wstretschi ismenitj nelsja (übersetzt etwa: Den Treffpunkt darf man nicht ändern) aus dem Jahr 1979 beispielsweise enthielt eine Szene, in der ein Protagonist auf dem Klavier zunächst eine Chopin-Melodie anstimmt, auf Wunsch der Zuhörer jedoch zur Melodie von Murka wechselt.
Auch nach dem Fall des Eisernen Vorhangs blieb Murka einer der beliebtesten russischen Songs. Zum Jahreswechsel 2000 etwa eröffnete der Sänger Waleri Leontjew eine NTV-Show über die populärsten Lieder des 20. Jahrhunderts mit Murka. Die Anzahl unterschiedlicher Interpretationen und Einspielungen dürfte – bedingt unter anderem durch Internetplattformen wie YouTube und den stark durchinternationalisierten Musikmarkt – im dreistelligen Bereich liegen. Das 80-jährige Jubiläum des Lieds wurde auch seitens der russischen Presse als Thema aufgegriffen.

## Versionen
Zeitbedingt gelten frühe Einspielungen von Murka heute als Raritäten. Beliebte Versionen in den 1920ern und 1930ern stammten von der sowjetischen Jazz- und Unterhaltungsmusik-Legende Leonid Utjossow sowie, stärker den Tango-Rhythmus in den Vordergrund stellend, von Konstantin Sokolski. Chansonartige Versionen im typischen Erzählstil der Blat-Songs gibt es von Wladimir Wyssozki und Arkady Severny, in neueren Varianten von Iwan Moskowski, Griz Drapak und Michail Gulko. Wyssozki und Sewerny spielten das Lied in unterschiedlichen Versionen. Aufgrund des staatlich kontrollierten Zugangs zu Tonträger-Einspielungen entstand die Mehrzahl dieser Aufnahmen inoffiziell; einige sind derzeit nur als Audio- oder Video-Datei im Internet zugänglich.
Neben frühen Aufnahmen sowie Versionen im klassischen Gaunerchanson-Stil gibt es modernisierte, zeitgemäße Varianten in allen möglichen Spielarten. Ein Beispiel für eine Einspielung im Stil der offiziellen gehobenen Unterhaltungsmusik, der sowjetischen Estrada, stammt von Fedo Chatschaturjan. 2004 offerierte die Sängerin Tanja Tischinskaja eine poppige, mit Techno-Rhythmen unterlegte Version. Zwei stark zum Jazz hin tendierende Versionen stammen von der polnischen Sängerin Sława Przybylska (eingespielt in der späten Sowjet-Ära) und der Pop-Sängerin Yulya (1991). Einhergehend mit der Renaissance der Blat-Chansons avancierte Murka zum beliebten Standard im Programm einiger Straßenpolka- und Low-Fi-Rockkapellen – beispielsweise den Bands Apparatschik, La Minor und VulgarGrad. Eine textlich sehr frei gehaltene, mit Rap- und Persiflage-Elementen angereicherte Version spielte 2002 die russische Punkband Krasnaja Plesen ein. Obwohl sich die Verbreitung des Lieds weiterhin vorwiegend auf den russischsprachigen Kulturkreis beschränkt, gibt es mittlerweile auch hebräische sowie türkische Textübersetzungen und Aufnahmen. Eine deutschsprachige Adaption ist das Lied Fahr'n Sie nicht zum Nordpol aus dem Musikalfilm Die verschleierte Maja, gesungen von Rudolf Platte & Ingrid Lutz (1951).

## Text
| Original | Transkription | Übersetzung |
| --- | --- | --- |
| Здравствуй, моя Мурка, Мурка дорогая! Помнишь ли ты, Мурка, наш роман? Как с тобой любили, время проводили И совсем не знали про обман… | Sdrawstwu, moja Murka, Murka dorogaja! Pomnisch li ty, Murka, nasch roman? Kak s tobo ljubili, wremja prowodili I sowsem ne snali pro obman… | Gegrüßt, meine Murka, geliebte Murka! Erinnerst du dich, Murka, an unseren Roman? Wie wir einander liebten, Zeit verbrachten Und von der Lüge nicht wussten…         |
| А потом случилось, счастье закатилось, Мурка, моя верная жена, Стала ты чужая и совсем другая, Стала ты мне, Мурка, неверна.            | A potom slutschilos, stschastje sakatilos, Murka, moja wernaja schena, Stala ty tschuschaja i sowsem drugaja, Stala ty mne, Murka, newerna.  | Und dann passierte es, das Glück verschwand Murka, meine treue Frau, Du bist fremd und ganz anders geworden, Du bist mir, Murka, untreu geworden.                    |
| Как-то, было дело, выпить захотелось, Я зашел в шикарный ресторан. Вижу — в зале бара там танцует пара — Мурка и какой-то юный франт.   | Kak-to, bylo djelo, wypit sachotelos, Ja saschel w schikarny restoran. Wischu — w sale bara tam tanzujet para — Murka i kako-to juny frant.  | Einmal, wars so, dass ich trinken wollte, Ich ging in ein gutes Restaurant gegangen. Ich sehe – im Saal der Bar ein tanzendes Paar – Murka und irgendein junger Typ. |
| Тяжело мне стало, вышел я из зала И один по улицам бродил. Для тебя я, Мурка, не ценней окурка, А тебя я, Мурка, так любил!             | Tjaschelo mne stalo, wyschel ja is sala I odin po ulizam brodil. Dlja tebja ja, Murka, ne zenne okurka, A tebja ja, Murka, tak ljubil!       | Mir wurd zu schwer, ich ging aus dem Saal Und ging allein über die Straßen schlendern. Für dich, Murka, war ich wertlos, Und dich, Murka, liebte ich sehr!           |
| У подъезда жду я, бешено ревнуя. Вот она выходит не одна, Весело смеется, к франту так и жмется — Мурка, моя верная жена!               | U podjesda schdu ja, bescheno rewnuja. Wot ona wychodit ne odna, Wesselo smejetsja, k frantu tak i schmetsja — Murka, moja wernaja schena!   | Am Eingang warte ich, sehr eifersüchtig. Da kommt sie raus nicht allein, Fröhlich lachend, den Typen kuschelnd - Murka, meine untreue Frau!                          |
| Я к ней подбегаю, за руку хватаю: Мне с тобою надо говорить. Разве ты забыла, как меня любила, Что решила франта подцепить?             | Ja k ne podbegaju, sa ruku chwataju: Mne s toboju nada gawarit. Raswe ty sabyla, kak menja ljubila, Tschto reschila franta podzepit?         | Ich laufe zu ihr, greife ihre Hand: Ich muss mit dir reden. Hast du etwa vergessen, wie du mich geliebt hast, So dass du diesen Typen aufgabelst?                    |
| Мурка, в чём же дело, что ты не имела? Разве я тебя не одевал? Шляпки и жакетки, кольца и браслетки Разве я тебе не покупал?            | Murka, w tschom sche delo, tschto ty ne imela? Raswe ja tebja ne odewal? Schljapki i schaketki, kolza i brasletki Raswe ja tebe ne pokupal?  | Murka, wo ist das Problem, hast du was nicht gehabt? Habe ich nicht etwa nicht angezogen? Hüte und Jackets, Ringe und Armbänder Habe ich dir das nicht gekauft?      |
| Здравствуй, моя Мурка, Мурка дорогая, Здравствуй, моя Мурка, и прощай! Ты меня любила, а теперь забыла И за это пулю получай!           | Sdrawstwu, moja Murka, Murka dorogaja, Sdrawstwu, moja Murka, i proschtscha! Ty menja ljubila, a teper sabyla I sa eto pulju polutscha!      | Gegrüßt, meine Murka, geliebte Murka Gegrüßt, meine Murka, und goodbye! Du hast mich geliebt, und es vergessen Und dafür sollst du eine Kugel bekommen!              |

## Sonstiges
- Der Zeithintergrund, die unklare Quellenlage, was die genaue Entstehung anbelangt, sowie die zahlreichen Textversionen haben zu unterschiedlichen Gerüchten und Theorien geführt, unter anderem auch über mögliche zeitgeschichtliche Hintergründe. Eine leitet sich aus einer frühen Textversion ab, in der als Herkunftsort der Bande die Amur-Region aufgeführt wird – zu Zeiten des Russischen Bürgerkriegs einer der Kriegsschauplätze im Fernen Osten. Aus dieser wiederum wird ein Zusammenhang zur Machnowschtschina hergeleitet – einer gegen die bolschewistischen Machthaber gerichteten, stark von anarchistischen Vorstellungen geprägten Bauernerhebung in der Ukraine. Andere Interpretationen beschäftigen sich mit semantischen Übereinstimmungen; so hat das Kürzel der Moskauer Kriminalpolizei (Moskowski ugolowny rosysk; MUR) dieselben drei Anfangsbuchstaben wie der Liedtitel. Auch bestimmte Elemente der Geschichte sowie im Text vorkommende Begriffe sind immer wieder Quell unterschiedlicher Deutungen.[1]

- An einer öffentlichen Vorführung von Murka versuchte sich auch der russische Rechtspopulist und LDPR-Gründer Wladimir Schirinowski. Da Schirinowski Probleme hatte, den Ton zu halten und vier Einsätze mit drei unterschiedlichen Künstlern verhaspelte, machte der Auftritt vor allem als unfreiwillige Satire Furore.[1] Schirinowskis Murka-Versuche wurden in der Folge auf mehreren Video-Mitschnitten auf der Internet-Plattform YouTube dokumentiert.

- Die Popularität, welche Murka und ähnliche Lieder in den letzten Jahren erfuhren, stieß nicht auf ungeteilte Zustimmung. Andrei Saweljew, Duma-Abgeordneter der linksnationalistischen Partei Rodina, beschwerte sich in einem Statement darüber, dass Gaunerchansons in den Radioprogrammen allgegenwärtig seien. Saweljew: „Wenn wir zum Mittagessen in die Parlamentskantine runtergehen, werden wir selbst da mit dem Lied über die Räuberprinzessin Murka empfangen.“[8]